# Ярабайкасинское сельское поселение
Ярабайкаси́нское се́льское поселе́ние (чув. Ярапайкасси ял тăрăхĕ) — муниципальное образование в составе Моргаушского района Чувашской Республики.
Административный центр — деревня Ярабайкасы.

## Состав поселения
В состав сельского поселения входят населённые пункты: 
| №  | Населённый пункт | Тип населённого пункта          |
| -- | ---------------- | ------------------------------- |
| 1  | Акрамово         | село                            |
| 2  | Ярабайкасы       | деревня, административный центр |
| 3  | Верхний Томлай   | деревня                         |
| 4  | Вурмой           | деревня                         |
| 5  | Вускасы          | деревня                         |
| 6  | Елачкасы         | деревня                         |
| 7  | Ермаково         | деревня                         |
| 8  | Идагачкасы       | деревня                         |
| 9  | Иштереки         | деревня                         |
| 10 | Костеряки        | деревня                         |
| 11 | Милюдакасы       | деревня                         |
| 12 | Нижний Томлай    | деревня                         |
| 13 | Новый Томлай     | деревня                         |
| 14 | Синьял-Акрамово  | деревня                         |
| 15 | Сыбайкасы        | деревня                         |
| 16 | Шоркасы          | деревня                         |

## Население
| 2010  | 2012  | 2013  | 2014  | 2015  | 2016  | 2017  |
| ----- | ----- | ----- | ----- | ----- | ----- | ----- |
| 2278  | ↘2261 | ↘2220 | ↗2233 | ↗2268 | ↘2238 | ↘2150 |
| 2018  | 2019  | 2020  | 2021  |       |       |       |
| ↘2113 | ↘2068 | ↘2051 | ↘2003 |       |       |       |

По данным Всероссийской переписи населения 2002 года в населённых пунктах Ярабайкасинского сельского совета проживали 1583 человека, Акрамовского сельского совета (ныне — в составе Ярабайкасинского сельского поселения) — 850 человек, преобладающая национальность — чуваши (96-100%).

По состоянию на 1 января 2020 года в населённых пунктах поселения проживал 2051 человек.

## Люди, связанные с поселением
- Ильина Енафа Алексеевна (р. 1924, Акрамово) — агроном, организатор производства, работала участковым и главным агрономом Моргаушского района (1947—1952), главным агрономом колхоза «Знамя труда» того же района (1952—1985), заслуженный агроном Чувашской АССР (1957), заслуженный агроном РСФСР (1967). Награждена орденом Ленина, медалями.
- Лазарева (Агакова) Александра Назаровна (1917, Верхний Томлай — 1978, Чебоксары) — писатель-прозаик, член Союза писателей СССР (1960).
- Мешаков Илья Григорьевич (1924, Басурманы — 1971, Ермаково) — красноармеец Рабоче-крестьянской Красной Армии, участник Великой Отечественной войны, Герой Советского Союза (1944), В 1954—1971 годах работал учителем Моргаушской средней школы, директором Ярабайкасинской 8-летней школы.
- Пайраш (Садиков) Кузьма Ильич[чуваш.] (1906, Вускасы — 1974, Чебоксары) — врач-хирург, прозаик, драматург, член Союза писателей СССР (1938), Участник Великой Отечественной войны (1941—45). Заслуженный врач Чувашской АССР (1964). Награждён орденами Трудового Красного Знамени, Отечественной войны 2-й степени, медалями.